# Colibrí diamant pitnegre
El colibrí diamant pitnegre (Heliodoxa whitelyana) és una espècie d'ocell de la família dels troquílids (Trochilidae) que habita boscos i matolls de les terres baixes de l'est del Perú.

Ha estat considerat una subespècie d'Heliodoxa schreibersii.